# Circuito dell'Asmara

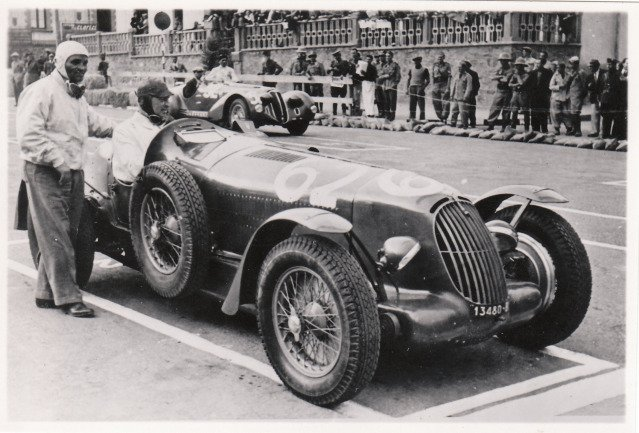
Emilio Romano vincitore della prima "Coppa di Natale" il 25 dicembre 1938

Il Circuito dell'Asmara era una gara automobilistica che si svolgeva nelle principali vie di Asmara, capitale dell'Eritrea italiana, colonia del Regno d'Italia. Il Circuito fu inaugurato nel 1938 e successivamente è stato disputato - con molte interruzioni - fino al 1972.

## Storia
Gli italiani di Asmara fondarono un club automobilistico e iniziarono a organizzare delle corse, una delle prime delle quali fu, il 23 maggio 1937, la salita di 26 km da Nefasit ad Asmara per la "Coppa del Governatore dell'Eritrea".
Il successivo grande evento si tenne il giorno di Natale del 1938: il "Primo Circuito di Asmara", composta da due gare automobilistiche distinte, la "Coppa di Natale" che vide la vittoria di Emilio Romano (Alfa Romeo 2.8L) e la "Coppa del Governatore" con la vittoria Ferdinando Gay (Maserati 1100).
Non si ebbe tempo di correre il natale successivo perché lo scoppio della seconda guerra mondiale fermò tutto.

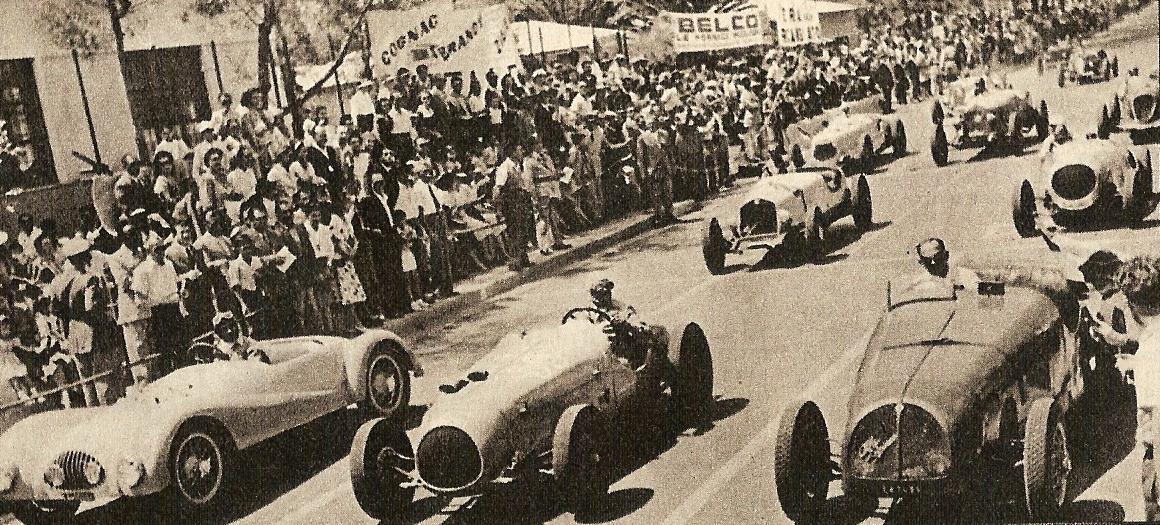
La gara nel 1950 per il "III Circuito Asmara"

Si riprese dieci anni dopo, nel 1948 con la vittoria di Ettore Salvatori su Maserati.
Si correva in un circuito cittadino di circa tre km, sui due grandi viali paralleli di Asmara, chiamati "Roma" e "Milano".
Proseguì con alcune interruzioni fino all'ultima, avvenuta nel 1972 (si chiamava "Gran Premio Automobilistico Expo'72") con la presenza dell'imperatore d'Etiopia Hailè Selassie.